# C’el Revuelta
C'el Revuelta – amerykański gitarzysta basowy. Był ostatnim basistą Black Flag przed ich rozpadem w 1986 roku. Występował z nimi bardzo krótko i nie wziął udziału w żadnych nagraniach. Henry Rollins wspomina Revuletę jako nieprofesjonalnego muzyka, którego "bardziej interesowały zabawy z groupies i palenie trawki niż granie".
W 2003 roku brał udział w reaktywacji Black Flag na trzy koncerty.